# Mont-Noble
Mont-Noble je obec ve švýcarském kantonu Valais, okrese Hérens. Žije zde přibližně 1 100 obyvatel.
Obec vznikla 1. ledna 2011 sloučením bývalých samostatných obcí Vernamiège, Nax a Mase.

## Historie
V referendu ze dne 24. února 2008 plánované sloučení tří obcí Vernamiège, Nax a Mase těsným rozdílem hlasů neprošlo. Nax a Mase hlasovaly pro, zatímco Vernamiège tento projekt odmítlo 67 hlasy proti 61 hlasům. Další referendum se konalo 7. září 2008 a všechny tři obce v něm projekt schválily.